# Maria Schylander
Eva Maria Elisabeth Schylander, po mężu Marcelius (ur. 19 maja 1973 we Frösön) – szwedzka biathlonistka. Pierwszy sukces osiągnęła w 1992 roku, kiedy podczas MŚJ w Canmore zdobyła brązowy medal w sprincie. W Pucharze Świata zadebiutowała 17 grudnia 1992 roku w Pokljuce, zajmując 25. miejsce w biegu indywidualnym. Tym samym już w swoim debiucie zdobyła pierwsze pucharowe punkty. Nigdy nie stanęła na podium zawodów pucharowych. Najlepsze wyniki osiągnęła w sezonie 1995/1996, kiedy zajęła 27. miejsce w klasyfikacji generalnej. W 1993 roku wystąpiła na mistrzostwach świata w Borowcu, gdzie zajęła 42. miejsce w sprincie i siódme w sztafecie. Była też między innymi siódma w biegu drużynowym podczas mistrzostw świata w Anterselvie w 1995 roku i mistrzostw świata w Pokljuce/Hochfilzen w 1998 roku. W 1994 roku wystartowała na igrzyskach olimpijskich w Lillehammer, gdzie uplasowała się na 46. pozycji w biegu indywidualnym i dziewiątej w sztafecie. Brała też udział w igrzyskach w Nagano cztery lata później, zajmując 49. miejsce w biegu indywidualnym, 60. miejsce w sprincie i 10. w sztafecie.

## Osiągnięcia

### Igrzyska olimpijskie
| Rok  | Miejscowość | Konkurencje | Konkurencje | Konkurencje | Konkurencje | Konkurencje | Konkurencje | Konkurencje |
| Rok  | Miejscowość | IN          | SP          | PU          | MS          | RL          | MR          | SR          |
| ---- | ----------- | ----------- | ----------- | ----------- | ----------- | ----------- | ----------- | ----------- |
| 1994 | Lillehammer | 46.         | –           | nd.         | nd.         | 9.          | nd.         | –           |
| 1998 | Nagano      | 49.         | 60.         | nd.         | nd.         | 10.         | nd.         | –           |

### Mistrzostwa świata
| Rok  | Miejscowość | Konkurencje | Konkurencje | Konkurencje | Konkurencje | Konkurencje | Konkurencje | Konkurencje |
| Rok  | Miejscowość | IN          | SP          | PU          | MS          | RL          | MR          | SR          |
| ---- | ----------- | ----------- | ----------- | ----------- | ----------- | ----------- | ----------- | ----------- |
| 1993 | Borowec     | –           | 42.         | nd.         | nd.         | 7.          | nd.         | –           |
| 1995 | Anterselva  | 40.         | 71.         | –           | nd.         | 14.         | nd.         | –           |
| 1996 | Ruhpolding  | 43.         | 34.         | –           | nd.         | 10.         | nd.         | –           |
| 1997 | Osrblie     | 57.         | 44.         | 43.         | nd.         | –           | nd.         | –           |

### Puchar Świata

#### Miejsca w klasyfikacji generalnej
| Sezon     | Miejsce |
| --------- | ------- |
| 1992/1993 | 78.     |
| 1993/1994 | -       |
| 1994/1995 | -       |
| 1995/1996 | 27.     |
| 1996/1997 | 61.     |
| 1997/1998 | 49.     |